# ماريا ومصطفى (مسلسل)
ماريا ومصطفى هو مسلسل تركي درامي رومانسي، بدأ عرضه في 3 سبتمبر 2020، من إخراج فاروق تيبر، وتأليف بيرول إلجينوز وبطولة جيسيكا ماي، حلمي جيم. وانتهى في 27 ديسمبر 2020.

## الممثلون والشخصيات
| الممثل            | الشخصية        | الدور |
| ----------------- | -------------- | ----- |
| جيسيكا ماي        | ماريا لايتنينغ | 1-17  |
| حلمي جيم          | مصطفى جاندمير  | 1-17  |
| حقي بتشجي         | شاهين جاندمير  | 1-17  |
| إزجي شيليك        | نادرة جانديمير | 1-17  |
| جيحون منجير أوغلو | جوركام كاراداغ | 14-17 |

### انفصل
| الممثل     | الشخصية       | الدور |
| ---------- | ------------- | ----- |
| تامر ليفنت | قدرت جانديمير | 1-16  |

## موعد العرض
| الموسم | الموسم | الحلقات | الحلقات | البث الأصلي   | البث الأصلي    | البث الأصلي |
| الموسم | الموسم | الحلقات | الحلقات | البث الأول    | البث الأخير    | الشبكة      |
| ------ | ------ | ------- | ------- | ------------- | -------------- | ----------- |
|        | 1      | 17      | 17      | 6 سبتمبر 2020 | 27 ديسمبر 2020 | أي تي في    |

## روابط خارجية
- ماريا ومصطفى (مسلسل) على موقع IMDb (الإنجليزية)
- ماريا ومصطفى (مسلسل) على موقع قاعدة بيانات الفيلم (الإنجليزية)